# Offensive Rating
Bei der Offensive Rating (kurz: ORtg, Off Rtg oder Off Eff für Offensive Efficiency, deutsch: „Offensivbilanz“ bzw. „Offensiveffizienz“) handelt es sich um eine vom Statistiker Dean Oliver entwickelte Kennzahl im Basketball, die Auskunft über die Effizienz der Offensivproduktion eines Spielers oder eines gesamten Teams bei Ballbesitz gibt. Eine statistische Notwendigkeit, da die Ballwechsel für beide Teams annähernd gleich sind. Zieht man von dieser Kennzahl die Defensivbilanz (Defensive Rating) ab, also die Offensiveffizienz des Gegners, so erhält man die Nettoeffizienz (Net Rating). Diese Effizienz wird berechnet durch die Punkte eines Teams pro Ballbesitz angepasst an die tatsächliche Frequenz der Ballwechsel (das sogenannte „Spieltempo“, errechnet durch den Pace Factor) und zum Vergleich angegeben pro einhundert Ballerwerbe.

## Die Berechnung
Berechnet wird die Kennzahl für die Teamauslegung wie folgt:
{\displaystyle {\text{Off Rtg}}={\frac {PTS}{TmFGA+(0.4\times TmFTA)+TmTO-TmOREB}}\times 100}
Dabei steht
- PTS (points scored) für die Anzahl erzielter Punkte,
- TmFGA (team field goal attempts) für die Anzahl der Wurfversuche des Teams aus dem Feld,
- TmFTA (team free throw attempts) für die Anzahl der Freiwurfversuche des Teams,
- TmTO (team turnovers) für die Anzahl der Ballverluste des Teams und
- TmOREB (team offensive rebounds) für die Anzahl der Offensivrebounds des Teams.

Die Besonderheit ist, dass in diese Kennzahl neben den Treffern aus dem Feld (2- und 3-Punkte-Würfe) und den Treffern von der Freiwurflinie im Gegensatz zum True Shooting Percentage auch der Ballbesitz durch Ballverluste und die Offensivrebounds berechnet wird, denn Bälle im Aus oder das Ablaufen der Shotclock fließen statistisch in die Ballverluste ein.

## Pace Factor
Diese Zahl kann nun noch ins Verhältnis zum Spieltempo (Pace Factor) gesetzt werden. Statt
{\displaystyle OffRtg={\frac {PTS}{POSS}}\times 100} lautet die Formel dann: {\displaystyle OffRtg={\frac {PTS}{PaceFactor}}}

Jener Pace Factor errechnet sich aus:
{\displaystyle PaceFactor={\frac {TmPOSS+OppPOSS}{{\frac {TmMP}{5}}\times 2}}}
Dabei steht
- TmPOSS (team possession) für den tatsächlichen Ballbesitz des eigenen Teams,
- OppPOSS (opponent possession) für den tatsächlichen Ballbesitz des gegnerischen Teams und
- TmMP (team minutes played) für die Spielminuten eines Teams (man könnte den Nenner auch mit „Spiellänge × 2“ abkürzen).

Damit lässt sich das Spieltempo auch für Verlängerungen oder kürzere Spiele (bspw. im internationalen oder College-Basketball) berechnen.

## Offensive Rating für Spieler
Die Berechnung der Offensiveffizienz eines Spielers ist ausgesprochen komplex und im Vakuum nicht aussagekräftig. Wegen fehlender statistischer Werte wird die Defensiveffizienz eines Spielers beispielsweise stark durch die Defensiveffizienz seines gesamten Teams verzerrt. Da die Effizienz eines Spielers in Offensive und Defensive sehr stark von seinen Mitspielern abhängt, gibt die NBA deswegen nur die Teamwerte für jene Zeiten an, in denen der Spieler auf dem Parkett stand. Andere Statistiken berücksichtigen präzise LineUp-Kombinationen.